# Средно царство
Средното египетско царство (2040 – 1780 пр.н.е.) обхваща периода от 11 до 12 династия и се характеризира с децентрализация.
Достига могъщество при фараоните Аменемхет I и Сенсурсет I. Столицата е Тива. Фараоните са погребвани в гробници в Долината на мъртвите край Тива. Построен е грандиозният храм на бог Амон в Карнак. През този период е завзета и територията на Нубия.
Въвеждането на бронза увеличава продуктивността на земеделието и засилва армията. Египет търгува с Източното Средиземноморие и Близкия изток.
| Портал | Портал „Африка“ съдържа още много статии, свързани с Африка. Можете да се включите към Уикипроект „Африка“. |